# Big City Blues (Kurzfilm)
Big City Blues ist ein US-amerikanisch-niederländischer Kurzfilm von Charles van der Linden aus dem Jahr 1962, der bei den 35. Academy Awards für einen Oscar nominiert war.

## Inhalt
Die Hauptfiguren, ein schwarzer Jazzmusiker, ein Junge mit einem weißen Hasen und ein Mädchen in einem weißen Kittel, sprechen im Film kein einziges Wort. Die Handlung spielt in einem nicht fertiggestellten Gebäude aus Beton auf einer verlassenen Baustelle. Die Protagonisten scheinen einem Traum zu entspringen, an dessen Ende ein böses Erwachen steht. Die Verfolgungsjagd eines jungen angetrunkenen Mannes und sein sinnloser Angriff enden für das Mädchen tödlich.

## Produktion, Veröffentlichung
Es handelt sich um eine Produktion von Mayfair Pictures (III), vertrieben durch Nederlandse Programma Stichting (NPS). Es spielt The Dutch Swing College Band, Trompete: Nelson Williams. Musik im Film:
- Big City Blues, geschrieben von Peter Schilperoort
- Stomp Meeting, geschrieben von Nelson Williams

Der Film wurde im Mai 1962 bei den Internationalen Filmfestspielen von Cannes erstmals aufgeführt. Eine Wiederaufführung erlebte er am 1. Januar 1968 in den Niederlanden, dort hatte er zudem am 25. Mai 2008 Fernsehpremiere.

## Kritik
Auf der Seite terragreen.teriin heißt es, der Film sei eine kraftvolle Anklage gegen die Idee, den Wert von Zivilisation durch humane Strukturen gegenüber konkretem Chaos abzuwägen. Big City Blues zerreiße die Fassade, hinter der sich die moderne Gesellschaft verstecke, und biete eine neue Perspektive für die Introspektion, um eine destruktive Weltanschauung über Fortschritt und menschliche Existenz zu verändern. Der Film sei „ein zeitloses Kunstwerk!“

## Auszeichnung
| Jahr | Auszeichnung                      | Kategorie       | Ergebnis  |
| ---- | --------------------------------- | --------------- | --------- |
| 1962 | Goldener Bär                      | Bester Kurzfilm | Gewonnen  |
| 1962 | Nederlandse Staatsprijs Filmkunst | Kurzfilm        | Gewonnen  |
| 1963 | Oscar                             | Bester Kurzfilm | Nominiert |